# Cavistrau Grond
Cavistrau Grond – szczyt w Alp Glarneńskich, części Alp Zachodnich. Leży w Szwajcarii, w kantonie Gryzonia. Należy do podgrupy Alp Glarneńskich właściwych. Szczyt można zdobyć ze schroniska Camona da Punteglias (2311 m). 